# 原田処理場
原田処理場（はらだしょりじょう）は大阪府豊中市にある下水処理場。なお、実際の敷地は豊中市に加えて兵庫県伊丹市・尼崎市にまたがる。大阪府と兵庫県の6市2町の広域下水処理を行なう猪名川流域下水道（いながわりゅういきげすいどう）の下水処理施設である。通称は「原田水みらいセンター」。

## 概要
猪名川流域下水道事業では大阪府豊中市、池田市、箕面市、豊能町、兵庫県伊丹市、川西市、宝塚市、猪名川町の下水処理を担っている。計画処理面積は12,155.5ヘクタール、計画人口は約81万人（いずれも2012年4月現在）。
1965年（昭和40年）に周辺5市により覚書が締結、翌1966年4月には処理施設（第1系列）の一部供用開始。1968年（昭和43年）に事業主体が大阪府と兵庫県に変更され（事業施行は豊中市・伊丹市に委託）、1971年（昭和46年）には宝塚市、猪名川町、東能勢村（現・豊能町）が事業に参加した。1975年（昭和50年）に第2系列完成、1978年（昭和53年）には第3系列の建設工事に着手して1982年（昭和57年）以降、随時供用している。1998年（平成10年）以降、第3系列で高度処理を開始し、2009年（平成21年）には10池の急速ろ過池を追加・供用開始した。

## 施設・処理能力
- 第1系列
  - 標準活性汚泥法[2]

- 第2系列
  - 標準活性汚泥法[2]

- 第3系列 A～D
  - 嫌気-無酸素-好気法[2]

- 第3系列 E-1
  - 凝集剤併用ステップ流入式多段硝化脱窒法[2]

1日あたりの計画処理能力は第1系列が18,800m3、第2系列が58,900m3、第3系列が468,600m3の計546,300m3で、現有する能力は390,500m3。この内、高度処理は1日223,600m3となっており（いずれも2012年4月時点）、処理後の水は淀川水系の猪名川に放流されている。また一部の高度処理水についてはスカイランドHARADAのせせらぎ広場や、豊中市の親水水路「新豊島川」のせせらぎ用水として供給している。せせらぎは「蛍舞い飛ぶ自然の親水緑道」として昭和63年度手づくり郷土賞（やすらぎとうるおいのある歩道）受賞。

### その他の施設

#### 水のワンダーランド
1996年（平成8年）11月にオープンした、下水道に関する展示施設。

#### スカイランドHARADA
2003年（平成15年）に第3系列処理施設の屋上に作られた多目的広場、当該記事を参照。

## 所在地
- 豊中市原田西町1番1号